# Albert Wild (Landrat)
Albert Wild (* 12. November 1908 in Ulm; † 22. März 1978 in Heidenheim) war ein deutscher Landrat.

## Leben
Wild, Sohn eines Lokomotivführers und evangelischer Konfession, studierte von 1939 bis 1930 Volkswirtschaft in Frankfurt und danach von 1930 bis 1935 Rechtswissenschaften in Tübingen, München und Berlin. Er legte 1935 die erste und 1939 die zweite juristische Staatsprüfung ab. 1942 wurde er in Frankfurt promoviert.
Von 1939 bis 1940 war er Assessor beim Reichskraftwagen-Betriebsverband in Berlin. Anschließend leistete er von 1940 bis 1945 Kriegsdienst und kam 1945 in Kriegsgefangenschaft. Er war als Regierungsrat beim Landratsamt Münsingen von 1946 bis 1950 und beim Innenministerium Württemberg-Hohenzollern von 1950 bis 1951 tätig. Von 1951 bis 1973 war er Landrat des Landkreises Heidenheim.